# Пеммо
Пеммо (Пеммон; лат. Pemmo; первая половина VIII века) — герцог Фриуля в приблизительно 706—737 годах.

## Биография

### Начало правления
Основным повествующим о Пеммо нарративным источником является «История лангобардов» Павла Диакона.
Отцом Пеммо был некий Билло из Беллуно, который из-за участия в неудачном мятеже покинул родной город и поселился в Чивидале-дель-Фриули. Предположительно в 706 году, Пеммо был назначен королём лангобардов Арипертом II правителем Фриульского герцогства. Он был здесь преемником смещённого по королевскому указу Корвула. Павел Диакон характеризовал Пеммо как человека разумного и полезного для Лангобардского государства.

### Войны со славянами
У Пеммо было три сына — Ратхис, Айстульф и Ратхайт. Вместе с ними он воспитал при своём дворе и детей тех знатных фриульцев, которые вместе с герцогом Фердульфом погибли в битве со славянами.
Сам Пеммо трижды успешно воевал против славян Каринтии. В последнем из сражений, произошедшим, возможно, в 716 или в 720 году, возглавляемое им фриульское войско нанесло своим врагам тяжёлое поражение в местечке Лавриана, которое идентифицируют с современной деревней Лаурини (около Торреано). По свидетельству Павла Диакона, тогда было убито множество славян, а из фриульцев погиб только один, носивший имя Сикуальд. Вероятно, сообщение историка о славянских потерях является преувеличением. После этой победы, прямо на поле боя, Пеммо заключил со славянами мирный договор, положивший конец их вооружённым нападениям на фриульские земли.

### Отношения с Церковью
DE MAXIMA DONA XPI AD CLARIT SVEBEIMI CONCESSA PEMMONI VBIQVE DIRVTO 
 FORMARENTVR VT TEMPLA NAM EI INTER RELIQVAS 
 SOLARIVM BEATI JOHANNIS ORNABIT PENDOLA EX AVRO PVLCHRO ALT 
 ARE DITABIT MARMORIS COLORE RATCHIS HIDEBOHRIT
Известно, что Пеммо оказывал покровительство христианским церквям, находившимся в его владениях. В церкви Святого Джованни в Чивидале-дель-Фриули сохранился алтарь, подаренный сыном герцога, королём Ратхисом. В сделанном на нём надписи упоминается о том, что «известный и благородный» Пеммо восстановил разрушенный собор и наделил храм многими дарами.
Вероятно, в 737 году Пеммо оказался вовлечён в спор между патриархом Аквилеи Каллистом и его суффраганом, епископом Аматором. По свидетельству Павла Диакона, причиной спора было перенесение предшественником Аматора, епископом Фидентием, центра своей епархии из города Зульо в Чивидале-дель-Фриули, столицу Фриульского герцогства. Вероятно, это стало следствием расселением язычников-славян на восточно-альпийских землях. Каллист же в это время из-за постоянных нападений византийцев на Аквилею, проживал в небольшом селении Кормона. Желая обосноваться в значительно более богатом Чивидале-дель-Фриули и тем самым усилить своё влияние на Пеммо, патриарх, без получения согласия герцога приехав в его столицу, изгнал Аматора с кафедры и занял епископский дом. Возможно, эти действия Каллиста были согласованы с правителем лангобардов Лиутпрандом.
В ответ Пеммо арестовал аквилейского патриарха, угрожал тому смертью, и в конце-концов поместил под стражу в крепость Поцио. За Каллиста вступился лангобардский король Лиутпранд, вероятно, опасавшийся чрезмерного усиления власти одного из своих подданных. Король прибыл в Чивидале-дель-Фриули и лишил Пеммо власти над его владениями. Бывший герцог и его сторонники хотели бежать от королевского гнева к славянам, но сын Пеммо Ратхис, назначенный новым правителем Фриуля, добился у Лиутпранда прощения для своего отца. В то же время сторонники Пеммо были по приказу короля арестованы, хотя монарх им всем обещал неприкасновенность. В сочинении Павла Диакона упоминается, что недовольный этим решением Айстульф едва не убил Лиутпранда, но был вовремя остановлен своим братом Ратхисом. О дальнейшей судьбе Пеммо сведений в исторических источниках не сохранилось.
Со времени этого конфликта и вплоть до XIII века кафедра аквилейских патриархов находилась в городе Чивидале-дель-Фриули.

### Семья
Супругой Пеммо была Ратперга. По утверждению Павла Диакона, несмотря на то, что его жега была некрасивой, герцог из-за любви к ней отказался последовать её настойчивым просьбам и взять себе в жёны более привлекательную женщину.
Пеммо и Ратперга были родителями трёх сыновей — Ратхиса, Айстульфа и Ратхайта, из которых первые двое были не только фриульскими герцогами, но и правителями Лангобардского королевства.

### Итоги правления
При Пеммо начался рост могущества правителей Фриульского герцогства. В последующие десятилетия, благодаря покровительству занимавших лангобардский престол Ратхиса и Айстульфа, герцогство достигло своего расцвета, которое продолжалось до самого конца существования государства лангобардов.